# Montmaur-en-Diois
Montmaur-en-Diois è un comune francese di 84 abitanti situato nel dipartimento della Drôme della regione dell'Alvernia-Rodano-Alpi.

## Società

### Evoluzione demografica
Abitanti censiti